# Умирающий галл
«Умирающий галл» — одна из скульптур монументального ансамбля, единственная, сохранившаяся на Капитолии и дошедшая до потомков мраморная римская копия с пергамского оригинала (вероятно, бронзового), который был изготовлен по заказу царя Аттала I в память о его победе над кельтами-галатами. Не исключено, что оригинал вышел из-под резца придворного ваятеля Эпигона.
Скульптура по натуралистичности и драматизму принадлежит к вершинам античного искусства. Галл изображён полусидящим на щите, нагим, за исключением торквеса на шее. Как и трон Людовизи, статуя была, вероятно, обнаружена при перестройке виллы Людовизи в Риме и до приобретения папой Климентом XII хранилась в палаццо Людовизи на Пинчо. 
Во время наполеоновских войн «Умирающий галл» был вывезен французами из Италии и в течение ряда лет выставлялся в Лувре. Байрон видел его в Капитолийском музее и воспел в «Странствиях Чайлд-Гарольда»; благодаря этой поэме о статуе узнала вся читающая Европа эпохи романтизма.